# Танцман, Гельмут
Гельмут Танцман (нем. Helmut Tanzmann; 18 января 1907, Ошац, Германская империя — 6 марта 1946, Великобритания) — немецкий юрист, оберштурмбаннфюрер СС, командир полиции безопасности и СД во Львове и Монпелье.

## Биография
Гельмут Танцман родился 18 января 1907 года в городе Ошац. Учился в гимназии и после окончания школы изучал юриспруденцию. В начале 1930-х годов получил докторскую степень по праву. С 1933 по 1937 год работал в министерстве финансов Саксонии. 1 мая 1933 года вступил в НСДАП (билет № 2433947) и Штурмовые отряды (СА). В 1936 году перешёл из СА в СС. С 1937 года служил помощником начальника отделения государственной полиции в Берлине.
С ноября 1939 по май 1940 года был руководителем гестапо в Данциге. С июля 1941 года Танцман являлся командиром полиции безопасности и СД во Львове. Один из организаторов убийств евреев в Галиции. После начала операции Рейнхард он координировал депортацию евреев в лагерь уничтожения Белжец. В марте 1943 года был заменён Йозефом Витиской. Выяснилось, что Танцман присваивал еврейское имущество: аудиторы нашли в полицейских участках ценные вещи и деньги убитых евреев, которые члены айнзацгруппы C предоставляли полиции. Затем был переведён во Францию, где до августа 1944 года занимал должность командира полиции безопасности и СД в Монпелье. На этом посту организовывал депортацию и преследование евреев, а также принимал репрессивные меры против французского движения сопротивления. Временно был на посту командира полиции безопасности и СД в Марселе. В конце лета 1944 года Танцман создал так называемую зондеркоманду Танцмана, в которую входило около 100 сотрудников СД во Франции. Потом был переведён в Северную Норвегию, где стал командиром полиции безопасности и СД в Тромсё.

### После войны
В мае 1945 года бежал в Шотландию на подводной лодке и был тут же арестован. В британском плену его подвергли допросу. Чтобы избежать суда, в 1946 году покончил жизнь самоубийством.